# بيرناردا دي لاكريدا
بيرناردا دي لاكريدا (بالبرتغالية: Bernarda Ferreira de Lacerda‏) (1596، بورتو في البرتغال - 1644، لشبونة في البرتغال)؛ مؤلِّفة، كاتِبة مسرحية وشاعرة برتغالية.